# Andrew England Kerr
Andrew Robert England Kerr (* 23. September 1958 in Birmingham) ist ein britischer Politiker. Ab der Europawahl 2019 bis zum 31. Januar 2020 war er für die Brexit Party Mitglied des Europäischen Parlaments.

## Leben
England Kerr wurde am 23. September 1958 in Birmingham geboren. Seit 1985 ist er Solicitor mit Schwerpunkt auf property law. 1986 gründete er das Unternehmen England Kerr Hands & Co, bei jenem er Geschäftsführer als agiert.

## Europäisches Parlament
England Kerr stimmte 2016 für den Brexit. Er unterstützte den Brexit, weil er die Europäische Union (EU) als korrupt und undemokratisch erachtet.
Bei den Wahlen für das Europäische Parlament 2019 wurde er als einer von drei Abgeordneten der Brexit Party im Wahlkreise West Midlands gewählt.
Im Europäischen Parlament war er Mitglied im Ausschuss für Industrie, Forschung und Energie sowie Teil der Delegationen für parlamentarische Zusammenarbeit mit Kasachstan, Kirgistan, Usbekistan, Tadschikistan sowie für die Beziehungen zu Turkmenistan und der Mongolei.
Ab dem 29. September 2019 saß er als parteiloser Abgeordneter im Europäischen Parlament, nachdem es zu Differenzen über einen Interessenkonflikt gekommen war und die Brexit Party ihn aus der Partei ausschloss. Der Parteiführer der Brexit Party, Nigel Farage, äußerte sich in einem Fernsehinterview, Kerr würde „Kommentare zu einem Unternehmen und einem Produkt machen, an dem er direkt beteiligt ist“.